# Buscemi

Localització de Buscemi

Buscemi (sicilià Buscemi) és un municipi italià, dins de la província de Siracusa. L'any 2009 tenia 1.150 habitants. Limita amb els municipis de Buccheri, Cassaro, Ferla, Giarratana (RG), Modica (RG) i Palazzolo Acreide.

## Administració
| Període | Identitat             | Partit        |
| ------- | --------------------- | ------------- |
| 2008-   | Giuseppe Giansiracusa | Llista cívica |

## Galeria d'imatges

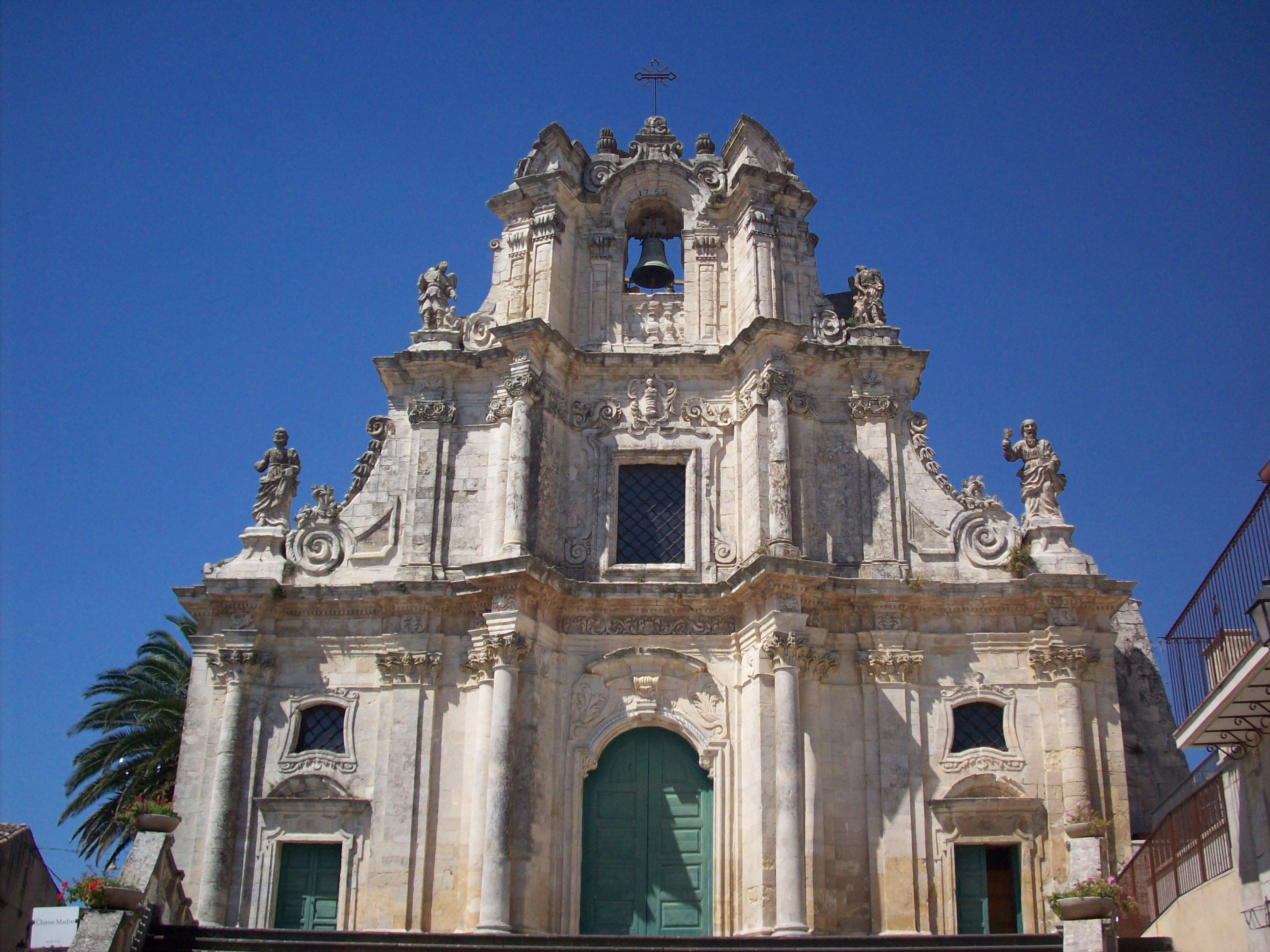
Església mare
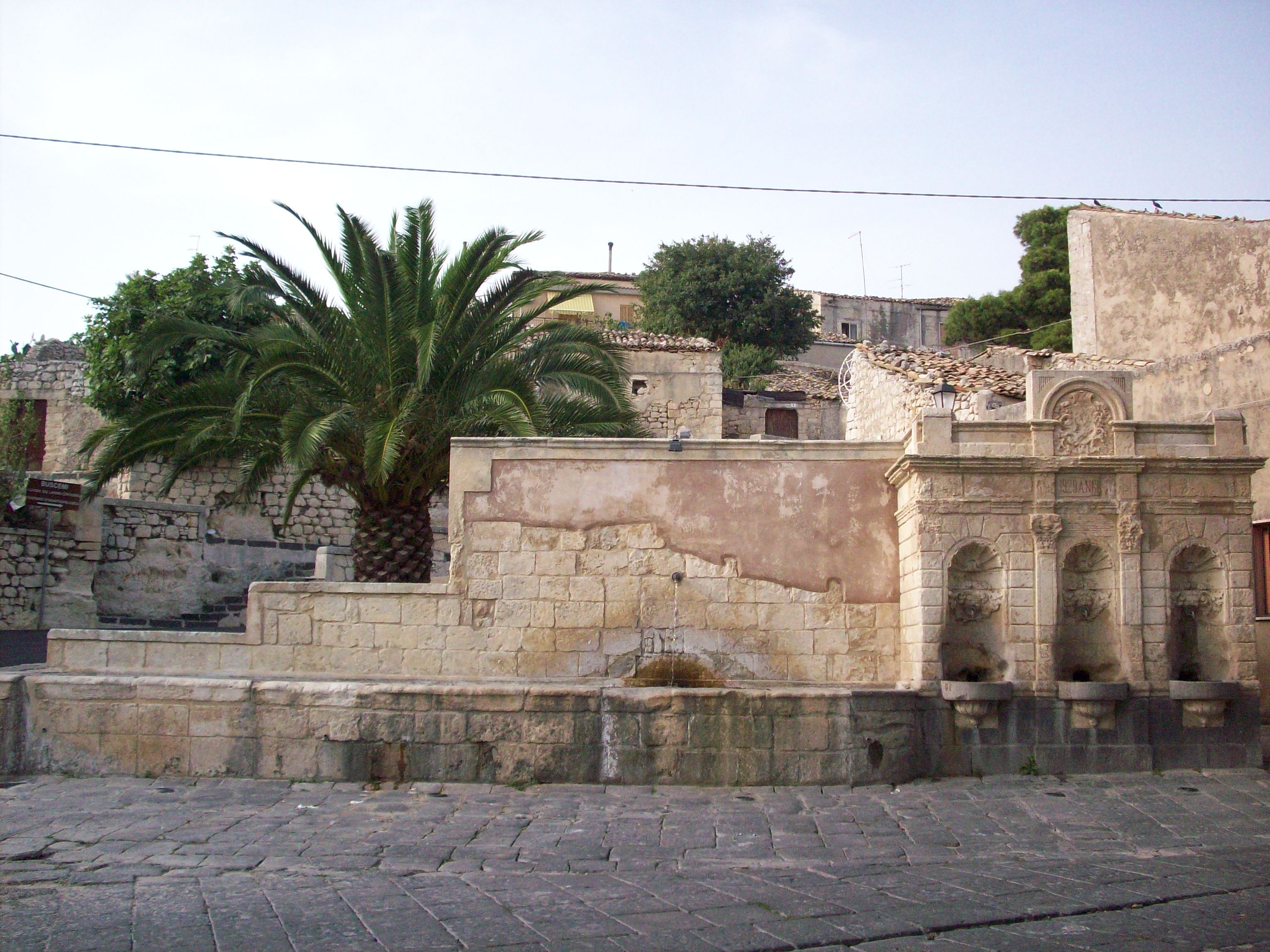
I tri funtani
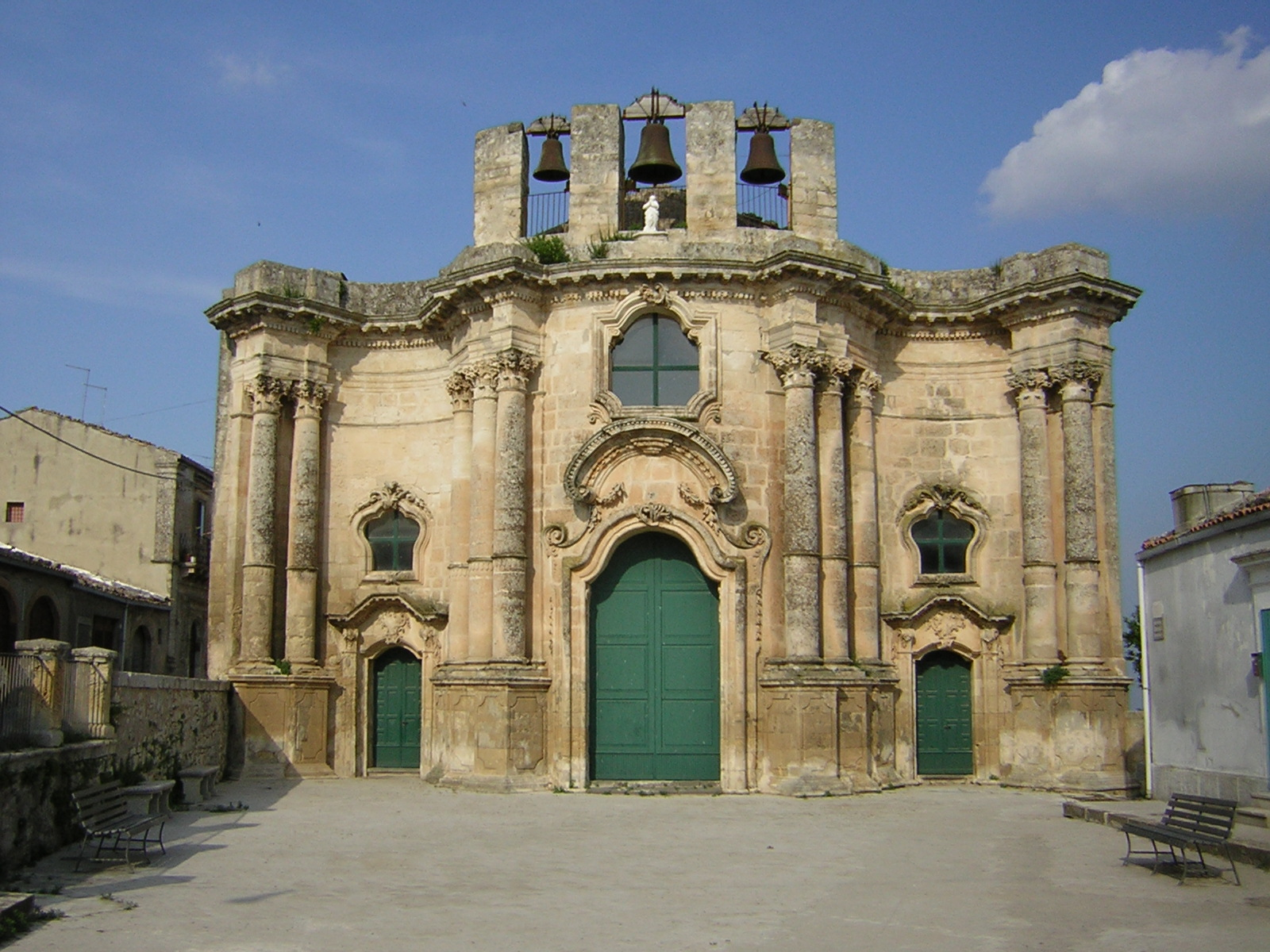
Església Sant'Antonio da Padova